# Безымянный (Оренбургская область)
Безымянный — посёлок в Кваркенском районе Оренбургской области в составе Аландского сельсовета.

## География
Находится на расстоянии примерно 36 километров на северо-восток от районного центра села Кваркено.

## Климат
Климат резко континентальный с недостаточным количеством осадков в течение года (около 350 мм). Зима (начало ноября — конец марта) умеренно холодная с устойчивыми морозами. Преобладающая дневная температура воздуха в наиболее холодные месяцы — −12…−16 °C, ночная — −17…−20 °C (абс. мин. — −46 °C). Снежный покров устанавливается в конце ноября, толщина его к концу февраля достигает 40 см. Весна (конец марта — конец мая) в первой половине прохладная, во второй — тёплая. Снежный покров сходит в начале апреля. По ночам до конца мая возможны заморозки. Лето тёплое, преимущественно с ясной погодой. Преобладающая дневная температура воздуха 22—24 °C (абс. макс. 40 °C), ночная 14—16 °C. Периодически бывает засуха. Осень (конец августа — начало ноября) в первой половине малооблачная, тёплая. Во второй половине преобладает пасмурная погода с затяжными моросящими дождями. В конце сезона выпадает снег. Ночные заморозки начинаются с конца сентября.

## История
Основан был как посёлок животноводов Фермы № 3 мясосовхоза «Кваркенский» где-то в 1931-33 году. В 1960 году значился уже как посёлок: Ферма № 3 совхоза «Кваркенский». Официально наименование поселению посёлок «Безымянный» (по местной речке) дано было в октябре 1966 года по Указу Президиума Верховного Совета РСФСР.

## Население
Постоянное население составляло 118 человек в 2002 году (русские 74 %), 28 человек в 2010 году.